# Neosemidalis anguliceps
Neosemidalis anguliceps är en insektsart som beskrevs av Meinander 1972. Neosemidalis anguliceps ingår i släktet Neosemidalis och familjen vaxsländor. Inga underarter finns listade i Catalogue of Life.